# Kuroiwa Jūgo

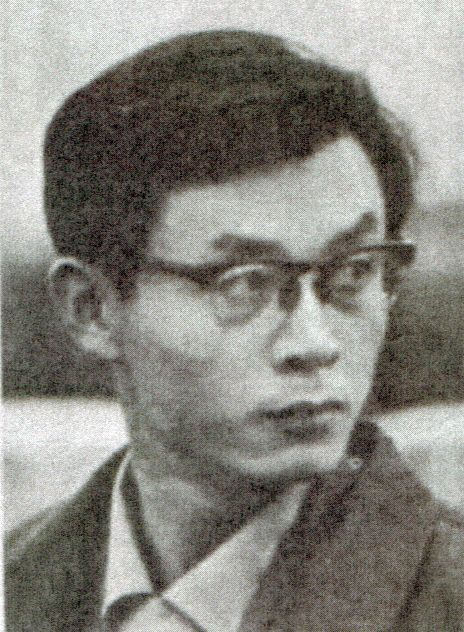
Kuroiwa Jūgo

Kuroiwa Jūgo (japanisch 黒岩 重吾; * 25. Februar 1924 in Osaka (Präfektur Osaka); † 7. März 2003) war ein japanischer Schriftsteller, der für seine historischen Romane bekannt ist.

## Leben und Wirken
Kuroiwa Jūgo studierte an der Dōshisha-Universität in Kyōto und war anschließend in diversen Berufen, u. a. bei Wertpapierfirmen tätig. Er begann 1958 mit der Veröffentlichung von Romanen und gewann 1961 den Naoki-Preis für seinen Sozialkriminalroman „Haitoku no mesu” “ (背徳のメス) – etwa „Unmoralische Chirurgie“. Der Roman spielt in einem Krankenhaus in der Nähe von Kamagasaki, Osaka, und befasst sich mit der abdriftenden Gesellschaft und mit einem skrupellosen Arzt. Kuroiwa zeichnete sich dadurch aus, dass er die Sexualbeziehungen von Mann und Frau und deren schwierigen sozialen Hintergrund mit einer detektivromanartigen Methode gekonnt darstellte. Da sind „Kusatta taiyō“ (腐った太陽) – „Verfaulte Sonne“, „Abura no shitatari“ (脂のしたたり) – „Tropfendes Fett“ und „Mahiru no wana“ (真昼の罠) – „Falle am Mittag“ u. a., die alle 1961 erschienen sind.
Ab der zweiten Hälfte der 1960er Jahre waren Kuroiwas Werke weniger mysteriös gefärbt, sie wandelten sich in Richtung des Genreromans. 1975 veröffentlichte er einen autobiografischen Roman, „Waga honō shinazu“ (我が炎死なず) – „Mein Feuer stirbt nicht“, und 1977 verfasste er einen langen Roman, „Saraba seisa“ (さらば星座) – „Auf Wiedersehen, Sternbilder“ (insgesamt 9 Bände, bis 1989). Ab 1978 begeisterte er sich für die alte japanische Geschichte und schrieb einen langen Roman nach dem anderen mit den Helden der Vergangenheit. 1979 erhielt er für „Ama no gawa no taiyō“ (天の川の太陽) – „Sonne über dem Amano-Fluss“ den „Yoshikawa-Eiji-Literaturpreis“. Thema sind die „Jinshin-Unruhen“ (壬申の乱) im Jahr 672.
Zu den wichtigsten Werken auf diesem geschichtlichen Gebiet gehören „Rakujitsu no ōji“ (落日の王子) – etwa „Untergang des Prinzen“ 1982, wobei es um Soga no Iruka geht, „Shōtoku taishi – hi to kage no ōji“ (聖徳太子 日と影の王子) – „Shōtoku taishi – ein Prinz mit Licht und Schatten“ 1987, „Hakuchō no ōji Yamatotakeru“ (白鳥の王子ヤマトタケル) – „Schwanenprinz Yamatotakeru“ 1990, „Jo Ryūō Jingū kōgō“ (女龍王神功皇后) – „Drachen-Kaiserin Jingū“ 1999, gefolgt von „Wakatakeru daiō“ (ワカタケル大王) – „Kaiser Wakatakeru“ 2002, das das wahre Bild von Kaiser Yūryaku untersucht, der Mitte des 5. Jahrhunderts einen zentralisierten Staat errichten wollte.
Für seine Verdienste bei der Erschließung eines neuen Feldes historischer Romane, die man wegen des Mangels an historischem Material als romanhafte Geschichtsdarstellungen bezeichnen könnte, wurde Kuroiwa 1992 mit dem Kikuchi-Kan-Preis ausgezeichnet.